# Chargenabzeichen (Militär)
Chargenabzeichen an der Uniform kennzeichneten (in Deutschland bis 1918) den militärischen Rang ihres Trägers.

## Deutsches Kaiserreich

### Heer

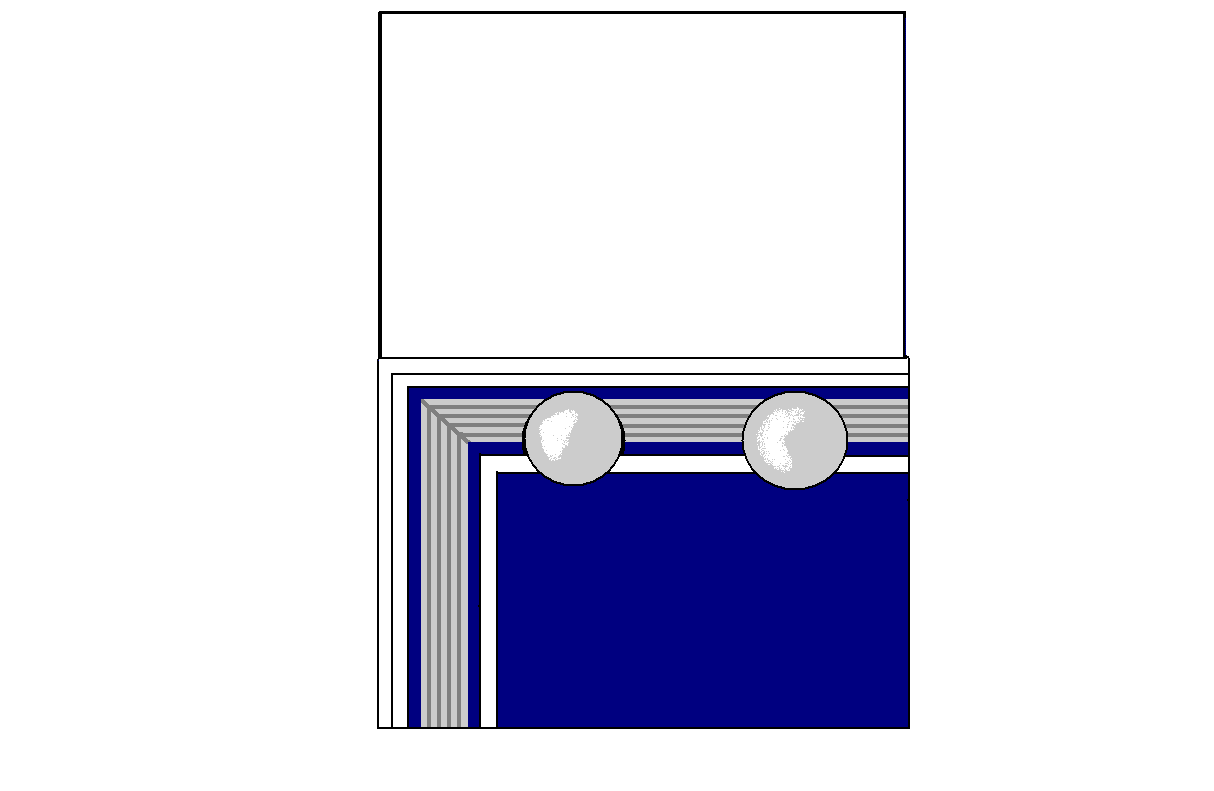
Ärmeltresse für einen Unteroffizier der preußischen Kürassiere

Im Heer wurden im Wesentlichen getragen
1. seitwärts am Kragen kleiner (Gefreiter) oder großer heraldischer Wappenknopf (Obergefreiter, Sergeant, Feldwebel, Wachtmeister)
2. auf dem Kragen und den Ärmelaufschlägen Tressen (Unteroffiziere), auf den Aufschlägen Doppeltressen (etatmäßige Feldwebel, Wachtmeister)
3. Epauletten oder Achselstücke, teilweise mit Gradsternen (Offiziere, Sanitätsoffiziere, Militärbeamte mit Offiziersrang), oder mit zwei gekreuzten Marschallstäben (Generalfeldmarschall). Husarenoffiziere trugen keine Epauletten, sondern nur Achselstücke.
4. Feldbinde und Schärpe (Offiziere)
5. am Offizierseitengewehr das Portepée (Feldwebel oder Wachtmeister, sowie Fähnriche, Offiziere).

### Marine
In der Marine wurden getragen
1. am Unterarm goldene Tressen wie auf den schwedischen Aufschlägen der Armee; mit goldener Kaiserkrone darüber (Seeoffiziere), ohne Kaiserkrone (Maschinen- und Torpederingenieure, Zeug-, Feuerwerks- und Torpederoffiziere sowie Marinesanitätsoffiziere); silberne Tressen (Marinezahlmeister), goldene Tressen wie die auf den brandenburgischen Aufschlägen der Armee (Maate, Feldwebel) [Doppeltressen] der Matrosendivision.
2. an Hut, Mütze, Mützenband Agraffen, Eichenlaubstickerei mit Kokarde und Kaiserkrone.
3. auf Epauletten unklarer oder klarer Anker, Doppelanker, Anker mit Zahnrad, Anker mit Torpedo und Rangsterne, auf Achselstücken Rangsterne.
4. auf Achselklappen mit oder ohne Kaiserkrone in gelbem Metall (Deckoffiziere) unklarer Anker (Bootsmann), Anker mit einem Z (Zeugfeldwebel), klarer Anker (Meister), Anker mit gekreuzten Geschützrohren (Feuerwerker), Anker mit Torpedo (Torpeder), Anker mit Zahnrad (Maschinist, Mechaniker, letztere mit T; klarer Anker in weißem Metall (Materialienverwalter), mit zwei gekreuzten Kohlenschaufeln (Feuermeister).
5. auf dem linken Oberärmel ähnliche Chargenzeichen wie die der Deckoffiziere, jedoch mit einzelnen Abweichungen: in gelbem Metall (Feldwebel, Maate, Sergeanten der Matrosendivisionen) und in weißem Metall (Feldwebel, Maate der Werftdivisionen).
6. silberne Schärpe (Offiziere).

## Österreich

Oberst der Österreich-Ungarischen Gebirgstruppe

In Österreich-Ungarn bestanden die Chargenabzeichen aus Borten um Kragen, Aufschläge und Tschako und Sternen vorn am Kragen; erstere waren bei Unteroffizieren aus Wolle, bei Offizieren aus weißem oder gelbem Metall von verschiedener Breite und verschieden gemustert.
Heute werden im Österreichischen Bundesheer die Mannschafts-Ränge Gefreiter (OR-2), Korporal (OR-3) und Zugsführer (OR-4) allgemein auch als „Chargen“ bezeichnet.
Siehe dazu auch

## Russland
In der Kaiserlich Russischen Armee waren die Grade der Offiziere an der Form der Achselstücke und an der Anzahl der darauf befindlichen roten Längsstreifen kenntlich.

## Frankreich

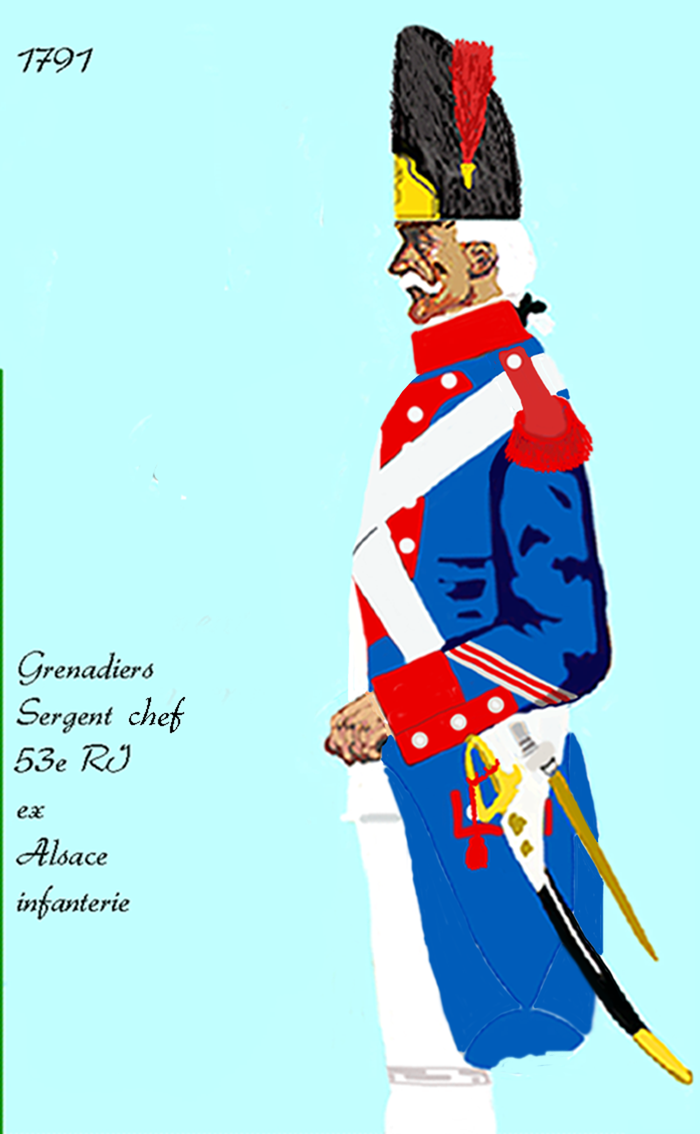
Sergent-chef des 53^{e} régiment d’infanterie (ex-Alsace) 1791

Während des Ancien Régime wurden bei den Offizieren bereits seit dem 18. Jahrhundert Epauletten verwendet. Unteroffiziere, Mannschaften und Spezialisten wurden mit Ärmelstreifen ausgestattet.
In der Dritten Französischen Republik trugen die Offiziere je nach dem Rang in Anzahl und Form verschiedene goldene Borten an Ärmel und Käppi.

## Vereinigtes Königreich
Im Vereinigten Königreich werden Sterne und Kronen auf den Schulterstücken getragen.